# Sant Jordi Desvalls

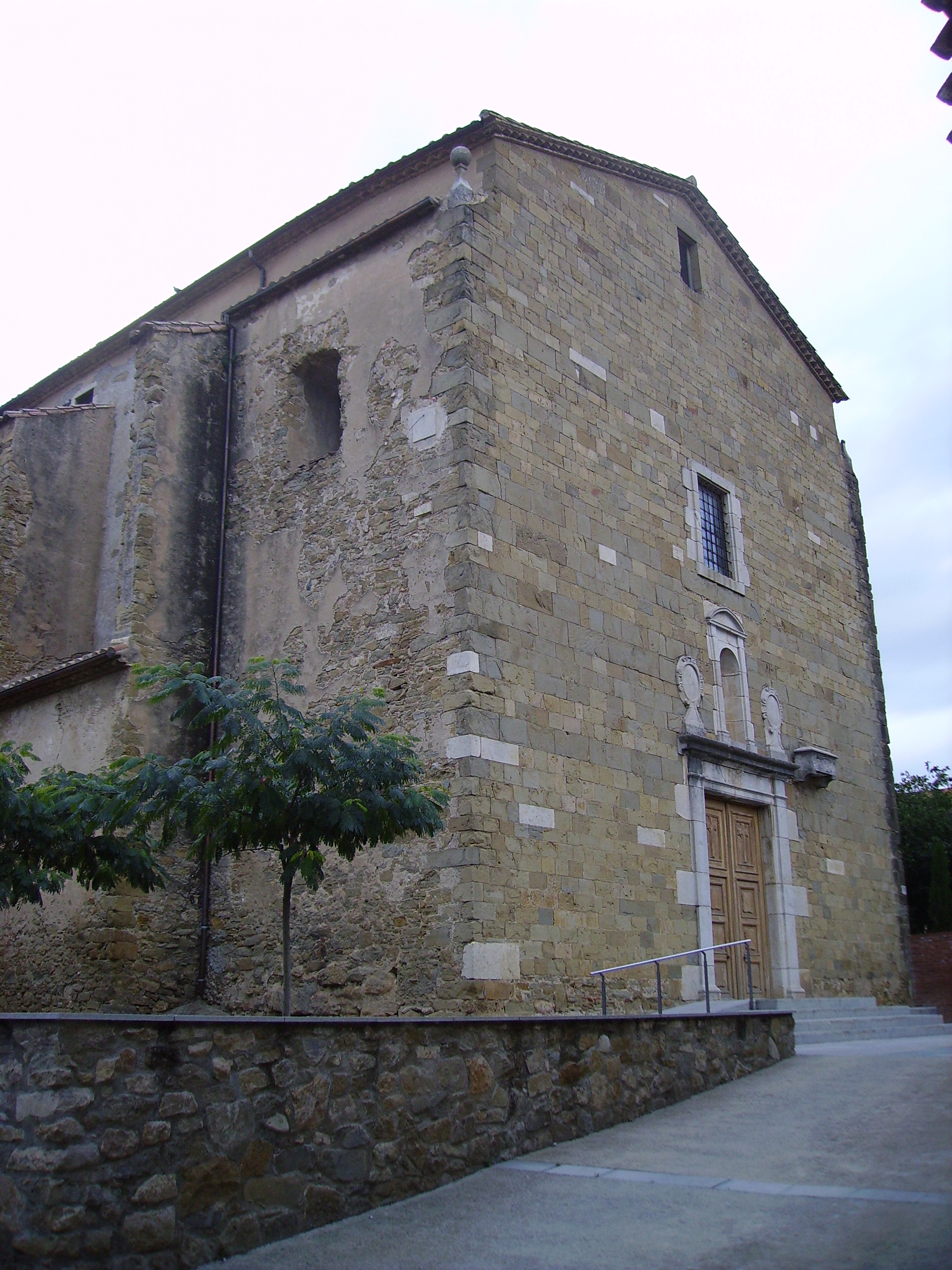
Kerk van Sant Jordi Desvalls

Sant Jordi Desvalls is een gemeente in de Spaanse provincie Girona in de regio Catalonië met een oppervlakte van 12 km². Sant Jordi Desvalls telt 700 inwoners (1 januari 2016).

## Demografische ontwikkeling
Bron: INE, 1857-2011: volkstellingen
Opm.: In 1857 werd de gemeente Sobrànigues aangehecht